# Isopterygium divaricatulum
Isopterygium divaricatulum là một loài Rêu trong họ Hypnaceae. Loài này được (Müll. Hal. ex Hampe) Broth. mô tả khoa học đầu tiên năm 1908.